# 24045 Анру
24045 Анру (24045 Unruh) — астероїд головного поясу, відкритий 30 вересня 1999 року.
Тіссеранів параметр щодо Юпітера — 3,373.